# Monopis transeans
Monopis transeans är en fjärilsart som beskrevs av László Anthony Gozmány. Monopis transeans ingår i släktet Monopis och familjen äkta malar. Inga underarter finns listade i Catalogue of Life.